# Татарінов Сергій Петрович
Сергі́й Петро́вич Тата́ринов (нар. 28 листопада 1978, м. Миколаїв, Українська РСР — пом. 12 червня 2014, поблизу с. Степанівка, Шахтарський район, Донецька область, Україна) — український військовослужбовець, десантник, старший сержант Збройних сил України.

## Життєпис
Сергій Татарінов народився в місті Миколаїв. Закінчив загальноосвітню школу. Проходив строкову військову службу в аеромобільних військах Сухопутних військ Збройних Сил України.
З початком російської збройної агресії мобілізований на захист Батьківщини 11 березня 2014 року.
Сержант, головний сержант взводу — командир відділення аеромобільно-десантного взводу аеромобільно-десантної роти 2-го аеромобільно-десантного батальйону 79-ї окремої аеромобільної бригади Високомобільних десантних військ України, в/ч А0224, м. Миколаїв.
З початку червня 2014-го брав участь в антитерористичній операції на сході України, в зоні бойових дій поблизу українсько-російського кордону.
12 червня 2014 року близько 10:00, під час прориву укріпрайону противника біля висоти Савур-могила в Шахтарському районі Донецької області, колону українських військових під командуванням Максима Миргородського (позивний «Майк») атакували російські терористи із засідки, яку вони облаштували на вершині вранці того ж дня. В ході бою Сергій Татарінов був поранений в шию. Під час медичної евакуації «Камаз» потрапив під обстріл, Сергій дістав ще три кульових поранення в спину, в ділянку серця, помер у гелікоптері дорогою до шпиталю. Це був перший бій за висоту Савур-могила. За даними Міноборони України, втрати російських терористів: 2 БТР, 2 танки (йшли на підмогу зі Сніжного, підбиті ракетами з вертольотів) та 2 автомобілі «Камаз», на яких були встановлені великокаліберні кулемети «Корд». У боях у районі Савур-могили та Степанівки десантники 79-ї бригади втратили двох вояків убитими та 21 пораненими, другий загиблий — солдат розвідроти Сергій Шерстньов.
15 червня в Миколаєві відбулось прощання із Сергієм Татаріновим, першим мешканцем Миколаєва, який загинув, захищаючи Україну від російської збройної агресії. Похований на Миколаївському центральному міському цвинтарі біля села Мішково-Погорілове..
Залишилися дружина та двоє дітей — дочка 2004 р.н. та син 2007 р.н. 21 серпня 2014 року Президент України Петро Порошенко, під час робочого візиту в Миколаїв та у військову частину А0224, передав ордер на квартиру сім'ї загиблого десантника.

## Нагороди
26 липня 2014 року — за особисту мужність і героїзм, виявлені у захисті державного суверенітету та територіальної цілісності України, відзначений — нагороджений орденом «За мужність» III ступеня (посмертно).

## Вшанування пам'яті
14 жовтня 2016 року, в День захисника України, у місті Миколаєві пройшла акція в межах проєкту «Дерево пам'яті». В парку «Перемога» заклали меморіальну алею з першими 10 «деревами пам'яті», одне з яких присвячене Сергію Татарінову.